# Sermoise-sur-Loire
Sermoise-sur-Loire település Franciaországban, Nièvre megyében. Lakosainak száma 1490 fő (2022. január 1.). Sermoise-sur-Loire Nevers, Challuy, Chevenon, Magny-Cours és Saint-Éloi községekkel határos.

## Népesség
A település népessége az elmúlt években az alábbi módon változott:
| Lakosok száma | 1586 | 1566 | 1619 | 1514 | 1498 | 1482 | 1480 | 1494 | 1490 |
|               | 2013 | 2015 | 2016 | 2017 | 2018 | 2019 | 2020 | 2021 | 2022 |